# 一名女水手的自白
《一名女水手的自白》（The True Confessions of Charlotte Doyle），是美國青少年及兒童文學作家Avi （页面存档备份，存于），本名愛德華·厄文·華蒂斯（Edward Irving Wortis），於1990所作的小說。該作品曾經得到紐伯瑞兒童文學獎銀牌獎。

## 故事情節
1832年6月16日，13歲的陶雪洛在完成她的英國學業後，父母安排她搭乘由謝克利為船長的雙桅帆船海鷹號。一開始陶雪洛受不了船員的粗魯而選擇站在謝克利這邊。後來卻發現謝克利其實是個虐待狂後，便選擇站在船員這邊。但她和船長對立卻付出了極大代價：當大副哈林被謝克利謀殺後，他指控陶雪洛殺了哈林，並宣佈判處陶雪洛死刑。
雖然陶雪洛和老察共謀殺害謝克利的計劃失敗了，但謝克利也為了抓想逃脫的陶雪洛而葬身大海……
回美國羅德島州後，陶雪洛的父母卻完全不相信她的遭遇，於是陶雪洛便私自溜向海鷹號，重新當她最喜歡的水手……

## 人物介紹

### 陶雪洛家
- 陶雪洛【夏綠蒂·道爾】（Charlotte Doyle）：本作主角，13歲的女生。曾經希望自己為上流名媛，但是海鷹號的一連串事件卻使她重新思考自己。
- 陶雪洛的父親（Charlotte's father）：壓抑的清教徒，對陶雪洛期望很高。

### 海鷹號
- 謝克利船長（Captain Andrew Jaggery）：對船員要求很高的船長。
- 老察（Zachariah）：同時是水手、廚師、醫生、木匠和牧師的老黑人。
- 哈林（Mr. Samuel Hollybrass）：大副，謝克利首次雇用他，慘遭謝克利謀殺。
- 基奇（Mr. Keetch)：二副，常常和謝克利報告船員的事情
- 費斯(Fisk)：繼雪洛後成為海鷹號船長。
- 摩根(Morgan)
- 尤恩(Ewing)：持有手槍的男子。
- 強森(Johnson)：革命後成為第二任大副。
- 杜罕(Dillingham)
- 格林(Grimes)
- 巴羅(Barlow)
- 佛力(Foley)
- 卡拉尼先生（Mr. Cranick）：發起革命的人，因失敗而遭謝克利殺害。